# Аппоматтокс (Вірджинія)
Аппоматтокс (англ. Appomattox) — місто (англ. town) в США, в окрузі Аппоматтокс штату Вірджинія. Населення — 1919 осіб (2020).

## Географія
Аппоматтокс розташований за координатами 37°21′31″ пн. ш. 78°49′35″ зх. д. / 37.35861° пн. ш. 78.82639° зх. д. (37.358738, -78.826446).  За даними Бюро перепису населення США в 2010 році місто мало площу 5,71 км², з яких 5,69 км² — суходіл та 0,02 км² — водойми.

### Клімат
| Клімат : Аппоматтокс    | Клімат : Аппоматтокс | Клімат : Аппоматтокс | Клімат : Аппоматтокс | Клімат : Аппоматтокс | Клімат : Аппоматтокс | Клімат : Аппоматтокс | Клімат : Аппоматтокс | Клімат : Аппоматтокс | Клімат : Аппоматтокс | Клімат : Аппоматтокс | Клімат : Аппоматтокс | Клімат : Аппоматтокс | Клімат : Аппоматтокс |
| Показник                | Січ.                 | Лют.                 | Бер.                 | Квіт.                | Трав.                | Черв.                | Лип.                 | Серп.                | Вер.                 | Жовт.                | Лист.                | Груд.                | Рік                  |
| Абсолютний максимум, °C | 25,6                 | 26,7                 | 31,7                 | 33,9                 | 33,3                 | 36,7                 | 39,4                 | 39,4                 | 36,7                 | 33,9                 | 28,3                 | 26,1                 | 39,4                 |
| Середній максимум, °C   | 7,6                  | 10,1                 | 14,3                 | 20,2                 | 24,2                 | 28,6                 | 30,4                 | 29,7                 | 25,9                 | 20,7                 | 14,9                 | 9,2                  | 19,7                 |
| Середній мінімум, °C    | −4,2                 | −2,7                 | 0,9                  | 5,8                  | 10,6                 | 16,2                 | 18,3                 | 17,7                 | 13,6                 | 6,9                  | 1,9                  | −2,3                 | 6,9                  |
| Абсолютний мінімум, °C  | −28,9                | −21,7                | −16,7                | −8,9                 | −3,9                 | 1,7                  | 7,2                  | 6,7                  | 1,1                  | −7,8                 | −13,3                | −22,2                | −28,9                |
| Норма опадів, мм        | 80                   | 78                   | 101                  | 87                   | 121                  | 100                  | 122                  | 101                  | 109                  | 96                   | 101                  | 87                   | 1183                 |
| ----------------------- | -------------------- | -------------------- | -------------------- | -------------------- | -------------------- | -------------------- | -------------------- | -------------------- | -------------------- | -------------------- | -------------------- | -------------------- | -------------------- |
| Джерело: NOAA (Xmacis2) |                      |                      |                      |                      |                      |                      |                      |                      |                      |                      |                      |                      |                      |

## Демографія
Згідно з переписом 2010 року, у місті мешкали 1733 особи в 753 домогосподарствах у складі 441 родини. Густота населення становила 304 особи/км².  Було 849 помешкань (149/км²).
Расовий склад населення:
| - 65,8 % — білих - 31,2 % — чорних або афроамериканців - 0,5 % — корінних американців - 0,2 % — азіатів |

До двох чи більше рас належало 2,1 %. Частка іспаномовних становила 1,4 % від усіх жителів.
За віковим діапазоном населення розподілялося таким чином: 22,8 % — особи молодші 18 років, 58,3 % — особи у віці 18—64 років, 18,9 % — особи у віці 65 років та старші. Медіана віку мешканця становила 41,7 року. На 100 осіб жіночої статі у місті припадало 83,8 чоловіків;  на 100 жінок у віці від 18 років та старших — 77,5 чоловіків також старших 18 років.
Середній дохід на одне домашнє господарство  становив 41 749 доларів США (медіана — 26 166), а середній дохід на одну сім'ю — 50 518 доларів (медіана — 29 375). Медіана доходів становила 45 375 доларів для чоловіків та 22 171 долар для жінок. За межею бідності перебувало 26,0 % осіб, у тому числі 45,8 % дітей у віці до 18 років та 19,9 % осіб у віці 65 років та старших.
Цивільне працевлаштоване населення становило 930 осіб. Основні галузі зайнятості: освіта, охорона здоров'я та соціальна допомога — 33,0 %, роздрібна торгівля — 16,0 %, виробництво — 13,3 %.